# Zareczcza (rejon oktiabrski)
Zareczcza (biał. Зарэчча; ros. Заречье, Zarieczje) – wieś na Białorusi, w obwodzie homelskim, w rejonie oktiabrskim, w sielsowiecie Krasnaja Słabada, nad Oressą.